# Antônio Simões Ribeiro

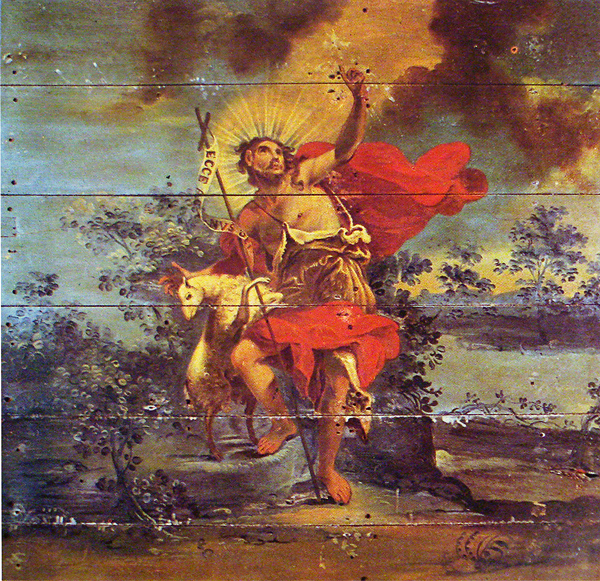
Ecce Agnus Dei, 1745, Convento de Santa Clara do Desterro, Salvador

Antônio Simões Ribeiro foi um pintor de origem portuguesa ativo no Brasil no século XVIII. Foi um dos introdutores no Brasil da técnica de pintura ilusionística, que simulava arquitetura tridimensional, aprendida em Lisboa a partir da divulgação da obra de Andrea Pozzo.
Chegou em Salvador em por volta de 1735 e deixou obras em diversas igrejas locais, quase todas depois perdidas. Teve como continuadores do estilo José Joaquim da Rocha, Domingos da Costa Filgueira, José Teófilo de Jesus e Antônio Joaquim Franco Velasco.